# 柳家さん助 (2代目)
二代目 柳家 さん助（やなぎや さんすけ、1926年8月6日 - 2011年9月9日）は、埼玉県大里郡寄居町出身の落語家。本名：松本 光春。落語協会所属。出囃子は『春藤』。

## 芸歴
- 1951年8月∶五代目柳家小さんに入門。前座名は小春。
- 1954年3月∶二ツ目昇進、小三太に改名。
- 1961年9月∶真打昇進、二代目柳家さん助を襲名[2]。
- 2011年9月∶肺炎のため死去、85歳没[1]。

## 人物
昭和50年代まで、頭に丁髷を結っていたことで知られている。二ツ目時代に探偵のアルバイトをしていたが、丁髷が目立って仕事にならなかったため、すぐに辞めている。
将棋は三段の腕前。テレビで米長邦雄と対局したこともある。
晩年はほとんど活動しなくなったが協会に籍を置き続け、まれに高座に上がってファンや同僚を喜ばせた。
真打昇進は兄弟子四代目柳家小せんと同時。

## 弟子
- 益々家ちゃん助